# Ballad of a Thin Man
Ballad of a Thin Man är en låt skriven av Bob Dylan 1965. Den släpptes för första gången på skivan Highway 61 Revisited.

I låten sjunger Dylan om en man, vid namn "Mr. Jones". Varje vers slutar med "Something is happening here, but you don't know what it is / Do you, Mr.Jones?" Man har frågat vem "Mr. Jones" är och då har Dylan svarat: 
| ” | "He's a pinboy. He also wears suspenders. He's a real person. You know him, but not by that name... I saw him come into the room one night and he looked like a camel. He proceeded to put his eyes in his pocket. I asked this guy who he was and he said, "That's Mr. Jones." Then I asked this cat, "Doesn't he do anything but put his eyes in his pocket?" And he told me, "He puts his nose on the ground." It's all there, it's a true story." | „ |

I The Beatles låt Yer Blues på albumet The White Album sjunger John Lennon "I feel so suicidal, just like Dylan's Mr. Jones".
En annan och mer accepterad förklaring är att Mr Jones var en specifik journalist vars närvaro Dylan avskydde. I texten används en rad metaforer för att åskådliggöra vilken uppfattning Dylan hade om honom. Den ena mer fantasirik än den andra. Näst sista strofen i sista versen lyder: "There ought to be a law against you comin' around"

## Album
- Highway 61 Revisited - 1965
- Before the Flood - 1974
- Masterpieces - 1978
- At Budokan - 1979
- Real Live - 1984
- The Bootleg Series Vol. 4: Bob Dylan Live 1966, The "Royal Albert Hall" Concert - 1998
- The Bootleg Series Vol. 7: No Direction Home: The Soundtrack - 2005